# Afrikaanse koekoek
De Afrikaanse koekoek (Cuculus gularis) is een soort koekoek uit het geslacht Cuculus. De soort komt voor in Sub-Saharisch Afrika.

## Kenmerken
De vogel is gemiddeld 32 cm lang en weegt 110 g. Deze koekoek lijkt zeer sterk op de gewone koekoek C. canorus die 's zomers in Eurazië voorkomt. Hij verschilt slechts in details, zoals de heldergele snavel waarbij het geel doorloopt tot de mondhoeken en het donker van de snavel minder ver doorloopt. Er bestaat geen bruine vorm bij het vrouwtje, maar soms hebben vrouwtjes een roodbruine vlek boven op de borst. Onvolwassen vogels zijn doffer grijs, maar niet bruin. De witte stippels op de staart zijn breder dan bij de gewone koekoek.

## Verspreiding en leefgebied
Deze soort komt voor in grote delen van Afrika, bezuiden de Sahara. Er zijn geen ondersoorten (vroeger werd C. canorus als ondersoort beschouwd). Het is een vogel van half open gebieden met bos. De vogel mijdt dicht regenwoud, maar ook halfwoestijnen en andere droge gebieden.

## Status
De grootte van de wereldpopulatie is niet gekwantificeerd. De vogel is wijd verspreid en redelijk algemeen. Men veronderstelt dat de soort in aantal stabiel is. Om deze redenen staat de Afrikaanse koekoek als niet bedreigd op de Rode Lijst van de IUCN.